# Frankenfeld
Frankenfeld település Németországban, azon belül Alsó-Szászország tartományban. Lakosainak száma 509 fő (2023. december 31.).

## Népesség
A település népességének változása:
| Lakosok száma | 507  | 502  | 516  | 525  | 522  | 509  |
|               | 2016 | 2017 | 2019 | 2021 | 2022 | 2023 |